# Amundsenbucht
Die Amundsenbucht (englisch Amundsen Bay) ist eine 88 km lange und 44 km breite Bucht an der Küste des ostantarktischen Enderbylands. Sie befindet sich etwa zwischen 66° 39' S und 67° 30' S sowie zwischen 49° 00' E und 51° 30' E. Im Süden grenzt die Amundsenbucht an die Napier Mountains.
Der australische Polarforscher Douglas Mawson entdeckte die Bucht am 14. Januar 1930 im Zuge der British Australian and New Zealand Antarctic Research Expedition (BANZARE, 1929–1931). Mawson benannte sie nach dem norwegischen Polarforscher Roald Amundsen (1872–1928), der am 14. Dezember 1911 gemeinsam mit vier Begleitern als Erster den geographischen Südpol erreichte. Nur einen Tag nach Mawsons Sichtung überflog sie der Norweger Hjalmar Riiser-Larsen während der vom norwegischen Walfangunternehmer Lars Christensen finanzierten dritten Antarktisfahrt (1929–1930) mit der Norvegia. Eine weitere Sichtung erfolgten 1956 per Flugzeug bei einer vom deutsch-australische Geologen Peter Wolfgang Israel Crohn (1925–2015) geleiten Kampagne der Australian National Antarctic Research Expeditions. Bei einer ebensolchen, die unter der Leitung des australischen Polarforschers Phillip Law stand, befuhr im Februar 1958 die MV Thala Dan als erstes Schiff die Bucht.

## Weblink
- Amundsen Bay im Composite Gazetteer of Antarctica (englisch)